# V1 (televizní stanice)
Východočeská televize V1 regionální televizní stanice působící v Královéhradeckém a Pardubickém kraji. Signálem pokrývá většinu východních Čech.
Vysílá prostřednictvím DVB-T2 Multiplexu 24 z vysílačů Hradec Králové – Chlum, Trutnov – rozhledna, Pardubice – Slatiňany, Ústí n. O. – Andrlův Chlum, Svitavy – Hřebečov, Králíky – Suchý vrch, Náchod – Dobrošov, Vrchlabí – Nerudova a Trutnov – Šibeniční vrch.
Stanice zahájila vysílání 15. srpna 2012, a to prostřednictvím Multiplexu 3 z vysílačů Černá hora, Krásné, Ještěd a Kamenná Horka. Vstupem tehdy nové celoplošné stanice Prima Max do tohoto multiplexu se V1 musela 12. listopadu 2015 přesunout do Regionální sítě 8. V této síti televize vysílala z vysílačů Hradec Králové – Hoděšovice a Pardubice – TKB, její pokrytí se tak oproti multiplexu 3 značně zmenšilo na města Hradec Králové a Pardubice a jejich blízké okolí. 
Další přesun televize V1 se konal 1. ledna 2018. Tentokrát do Multiplexu 4. Přesunem do této vysílací sítě se pokrytí zvýšilo opět na většinu východních Čech, oproti třetímu multiplexu však chybělo pokrytí některých oblastí např. na Trutnovsku. Vysílač Trutnov – Šibeniční vrch totiž v multiplexu 4 jako regionální stanici vysílal severočeskou televizi rtm plus.
V souvislosti s přechodem multiplexu 4 na DVB-T2 byla stanice od dubna 2018 šířena také v přechodové síti 13, kde vysílala po nějaký čas ve vysokém rozlišení.
V červnu 2020 došlo ve východních Čechách ke spuštění finálního multiplexu 24, což vedlo k vypnutí multiplexu 4 a přechodové sítě 13. DVB-T2 Multiplex 24 přinesl televizi V1 zvýšení pokrytí, protože oproti multiplexu 4 vysílá také z rozhledny na Černé hoře a převaděče pro Trutnov na Šibeničním vrchu. 1. října 2020 přibyl vysílač multiplexu 24 v lokalitě Králíky – Suchý vrch.
Stanice je dostupná také u poskytovatelů IPTV a kabelové televize SledovaniTV, UPC, Magnalink, NejTV, KT Sezemice, KT Žacléř, KT Ústí nad Orlicí, Omegatech Lanškroun a KT Česká Třebová. Sledovat TV V1 je možné i přímo na webových stránkách televize.

## Vysílače
Televize V1 vysílá z těchto vysílačů DVB-T2 Multiplexu 24:
| Název stanoviště           | Kanál | Kmitočet | Výkon (ERP) | Polarizace   |
| -------------------------- | ----- | -------- | ----------- | ------------ |
| Hradec Králové – Chlum     | 45    | 666 MHz  | 10 kW       | horizontální |
| Trutnov – rozhledna        | 45    | 666 MHz  | 20 kW       | horizontální |
| Pardubice – Slatiňany      | 21    | 474 MHz  | 20 kW       | horizontální |
| Svitavy – Hřebeč           | 21    | 474 MHz  | 5 kW        | horizontální |
| Ústí n. O. – Andrlův Chlum | 21    | 474 MHz  | 10 kW       | horizontální |
| Králíky – Suchý vrch       | 21    | 474 MHz  | 0,316 kW    | horizontální |
| Náchod – Dobrošov          | 44    | 658 MHz  | 0,158 kW    | horizontální |
| Vrchlabí – Nerudova        | 45    | 666 MHz  | 0,025 kW    | horizontální |
| Trutnov – Šibeniční vrch   | 45    | 666 MHz  | 0,15 kW     | horizontální |

Ze stejných lokalit, kromě vysílače Králíky a dvou trutnovských vysílačů, vysílala stanice i v DVB-T multiplexu 4.

### Vysílání v minulosti (ukončeno)
Televize V1 v minulosti vysílala z těchto vysílačů:
- Od srpna 2012 do listopadu 2015 – Multiplex 3:

| Název stanoviště        | Kanál | Kmitočet | Výkon (ERP) | Polarizace   |
| ----------------------- | ----- | -------- | ----------- | ------------ |
| Trutnov – Černá hora    | 60    | 786 MHz  | 100 kW      | horizontální |
| Pardubice – Krásné      | 34    | 578 MHz  | 10 kW       | horizontální |
| Liberec – Ještěd        | 60    | 786 MHz  | 20 kW       | horizontální |
| Svitavy – Kamenná Horka | 60    | 786 MHz  | 0,1 kW      | horizontální |

Vysílač Pardubice – Krásné později zvýšil výkon Multiplexu 3 na 50 kW, k tomu ale došlo 15.6.2016, tedy již po přesunu V1 do Regionální sítě 8.
- Od listopadu 2015 do prosince 2017 – Regionální síť 8:[10]

| Název stanoviště            | Kanál | Kmitočet | Výkon (ERP) | Polarizace   |
| --------------------------- | ----- | -------- | ----------- | ------------ |
| Hradec Králové – Hoděšovice | 57    | 762 MHz  | 5 kW        | horizontální |
| Pardubice – TKB             | 46    | 674 MHz  | 1 kW        | horizontální |

Vysílač Pardubice – TKB byl později přeladěn na kanál 27, k tomu ale došlo 1.1.2018, tedy již po přesunu V1 do nového multiplexu.